# Anedhella interrupta
Anedhella interrupta là một loài bướm đêm trong họ Noctuidae.